# Chemainus

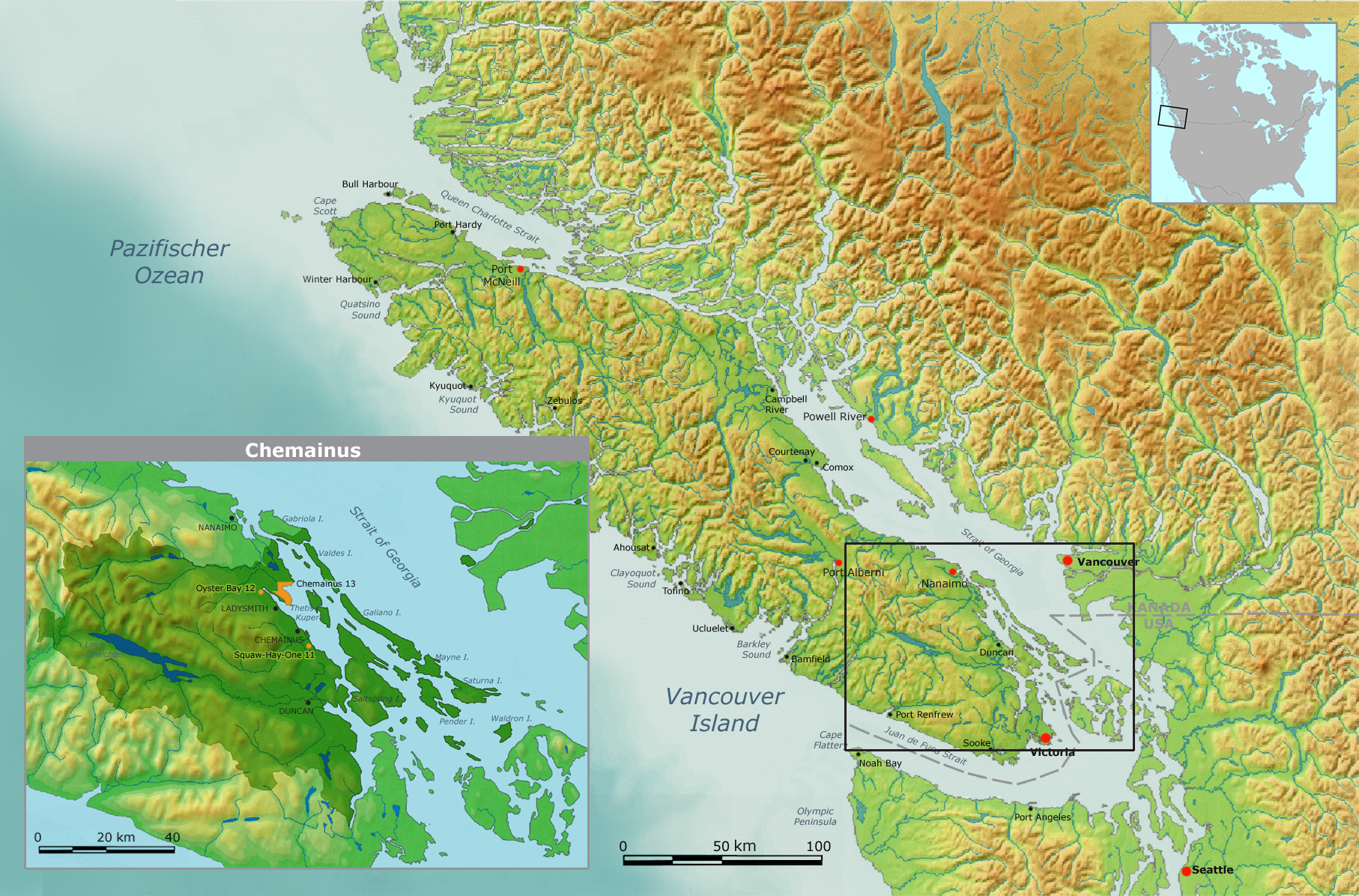
Traditionelles Territorium der Chemainus und die heutigen Reservate (orange)

Die Chemainus (Shts’um’inus) oder Chemainus First Nation ist eine kanadische First Nation, die zur Sprachfamilie der Salish gehört. Sie selbst bezeichnet sich als Stz'uminus First Nation. Der Stamm hatte im Februar 2015 genau 1.254 registrierte Mitglieder.
Der Name stammt von dem Hul’qumi’num-Wort „Tsa-mee-nis“ und bedeutet „gebissene Brust“. Die hufeisenförmige Bucht und die nahe Hügelkette ihres traditionellen Wohngebiets sahen aus wie ein auf dem Bauch liegender Mann mit einer klaffenden Wunde in seiner Brust.

## Geschichte
Ursprünglich lebten die Vorfahren der Chemainus First Nation dort, wo heute die Stadt Ladysmith liegt. Seit ca. 3400 v. Chr. lebten diese in der Kulleet Bay (im Raum Yellowpoint), am Shell Beach (gegenüber dem Hafen von Ladysmith) sowie am Coffin Point in der Nähe des Elliot Beach Park. Die Fundstätte an der Shell-Bucht wurde allerdings zerstört, die wissenschaftliche Dokumentation vernachlässigt, obwohl sich dort menschliche Überreste und Reste von Häusern fanden.
In der Kulleet-Bucht (nach dem Borden-System DgRw-17), einem Dorf nordöstlich von Ladysmith, wurde 2004 ein Massengrab mit über 150.000 meist winzigen menschlichen Knochen entdeckt, das sich in die Zeit um 400 v. Chr. datieren ließen. Es befand sich nur 25 m landeinwärts. Die mindestens 65 nachweisbaren Individuen sind wohl einer schweren Epidemie zum Opfer gefallen und ihre Körper wurden verbrannt. Der Zeitpunkt ist dabei von erheblicher Bedeutung, denn dieses Sterben fand genau in der Übergangsphase zwischen der Locarno und der Marpole-Phase statt – in dieser Zeit änderten sich auch die Praktiken der Behandlung der Verstorbenen. Da sich kaum Artefakte aus den nächsten mehr als zwei Jahrtausenden fanden, geht man von einer vollständigen Aufgabe des Gebiets aus, nach der bis zur Ankunft der Europäer keine Wiederbesiedlung erfolgte. Als weiteres Anzeichen gilt die Ausbreitung dichten Waldes in dem Gebiet. In der Marpole-Phase wurden allerdings Teile der Bucht weiter im Süden wieder genutzt.
Die Überreste wurden im Royal British Columbia Museum gelagert, bis Häuptling Elliott 2013 an den Archäologen und Grabungsleiter Colleen Parsley herantrat, um das weitere Vorgehen zu beraten, zumal die Überreste für eine endgültige Beerdigung vorbereitet, andererseits aber noch immer keine Untersuchung stattgefunden hatte. Auch die zugesagte Publikation, die die Geschichte des Stammes enorm ausgeweitet hätte, war noch immer ausgeblieben. Dies war dem Stamm deshalb noch wichtiger, als keinerlei mündliche Tradition an die mehr als zweitausend Jahre zurückliegende Katastrophe erinnerte.
2014 kehrten die Artefakte und die Grabungsdokumentation zum Stamm zurück. Da in ganz Nordamerika Massengräber äußerst selten sind, die Verbrennung einer so großen Zahl von Menschen ansonsten nirgendwo bekannt ist, erhielt die Grabungsstätte größte Bedeutung, auch über den lokalen oder ethnischen Rahmen hinaus. Die Entdeckung ist auch deshalb von großer Bedeutung, weil seit 1932, als man den sogenannten Shaman`s Pool am Nordende der Kulleet-Buch entdeckt hatte, kaum neue Funde gemacht worden sind, sieht man von einem Survey entlang der Küste ab. Da es sich um Reservate, somit Land im Aufgabenbereich Ottawas handelt, kam es zu keinen weiteren Forschungen.
Ab 1884 wurde das Land zunehmend verkauft. Die Chemainus First Nation und ihre Dörfer, Shts'um'inus, Thuq'mi'n und Hwkwumluwhuthun wurden ins heutige Chemainus Indian Reserve 13 umgesiedelt, eines von vier Reservaten, die der Stamm heute bewohnt.
Reservate wurden bereits seit 1867 bestimmt, doch als British Columbia 1871 Kanada beitrat, waren erst 2.675 Acre im Cowichan Valley und 269 im Chemainus Valley als Reservate festgesetzt. Malcolm Gilbert Sproat, der zuständige Indian Land Commissioner, besuchte das heutige Hul’qumi’num-Gebiet, und lieferte am 14. Januar 1877 einen Bericht ab. Er führte eine Bevölkerungszählung durch und stellte fest, dass 114 „Chemainus Indians“ in der gleichnamigen Bucht lebten und 153 „Lick-a-mun Indians“ [Sicameen] in der Oyster Bay, und dass außer einer kleinen Fischstation am Chemainus (Say-la-quas No. 10) keine Reservate vorhanden waren. Er wunderte sich dabei, „wie gut Indianer und Weiße sich unter diesen Umständen verhalten haben“. Um anzuzeigen, welches Gebiet die Chemainus beanspruchten, hatten sie Bäume markiert, und zwar im gesamten Gebiet zwischen den beiden Buchten. Sproat erschien dies zu viel, und er bot ihnen 1800 Acre an, ein Land, auf dem beide Gruppen leben sollten. Einige Siedler hatten ein Gebiet am Oyster Harbor beansprucht, worin sich aber ein Dorf befand. Sproat bot ihnen 300 Acre am Westende der Hafenspitze an, einschließlich des alten Dorfes und früher von den Indianern kultiviertem Boden, dazu ein Bach, in dem Lachse gefangen werden können. Dabei gestand Sproat, dass das Land nicht gerade reizvoll für weiße Siedler sei, denn der Boden würde schon nach der ersten Ernte unfruchtbar, da nah an der Oberfläche eine Tonschicht lag, die von den Siedlern „hardpan“ genannt wurde.
An anderer Stelle argumentierte hingegen ein Herr Thomas, das Reservat liege zwischen seinem Land und dem Fluss, so dass sein Vieh nicht trinken könne. Die Indianer hingegen seien nur kurze Zeit im Jahr anwesend, und sie kultivierten ja nicht das Land. Sproat lehnte es ab, das Gebiet aus dem Reservat zu schneiden.
Als die McKenna-McBride-Kommission ab 1913 die Reservate aufsuchte, schlug sie vor, dass von den beiden Reservaten des „Chemainus Tribe, Chemainus and Sickameen Bands“, „No. 10-Fishing Station, 15.00 acres, and No. 11-Fishing Station, 81.00 acres“, „No. 12-On western shore of Oyster Harbour, at its head, Oyster District, 296.00 acres“ und „No. 13-Between Oyster Harbour and Chemainus Bay, Oyster District, 2692.00 acres“ bestehen bleiben sollten. Rechtskraft erhielten diese Vorschläge der Kommission erst 1923.

## Reservate
Chemainus 13 ist mit 1038 ha das mit Abstand größte Indian reserve. Es liegt zwischen dem Hafen von Ladysmith und dem Stuart-Kanal. Am Hafen liegt Oyster Bay 12 mit 97,6 ha. Dazu kommen zwei kleinere Reservate am Chemainus River und südöstlich von Chemainus mit zusammen 35,3 ha. Insgesamt umfassen die vier Reservate damit knapp 1.171 ha. Von den 1.254 anerkannten Angehörigen des Volkes (Februar 2015) leben 451 außerhalb von Reservaten, 692 innerhalb der eigenen und 111 in anderen Reservaten.

## Stammesrat
Gewählter Häuptling (Chief) ist John Elliot. Die Chemainus First Nation zählt zu den zehn Mitgliedern des Naut'sa Mawt Tribal Council, der gemeinsam die Stämme der Burrard, Snuneymuxw, der Halalt, Homalco, der Klahoose First Nation, der Sliammon und der Tsawwassen First Nation gegenüber der Regierung von British Columbia vertritt.
Außerdem gehören die Chemainus zu den sechs Stämmen der Hul'qumi'num-Sprachgruppe, zu denen noch die Cowichan, Halalt, Penelakut, Lyackson und Lake Cowichan zählen.